# 1450 en musique classique
| \| • Retour à la chronologie générale de la musique classique • \| |
| Grèce • Rome • Haut Moyen Âge • VIIIe siècle • IXe siècle • Xe siècle • XIe siècle XIIe siècle • XIIIe siècle • XIVe siècle • XVe siècle • XVIe siècle • XVIIe siècle XVIIIe siècle • XIXe siècle • XXe siècle • XXIe siècle |
| • Retour à la chronologie générale de la musique classique • |

| Années en musique classique : 1447 - 1448 - 1449 - 1450 - 1451 - 1452 - 1453    |
| Décennies en musique classique : 1420 - 1430 - 1440 - 1450 - 1460 - 1470 - 1480 |

## Événements
- Mystère de la Passion d'Arnoul Greban
- De arte saltendi e choreas ducendi de Domenico da Piacenza

## Naissances
Vers 1450 :

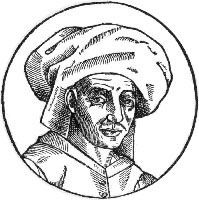
Josquin des Prés

- Heinrich Isaac : compositeur franco-flamand († 26 mars 1517).
- Hans Judenkünig, compositeur et luthiste allemand († 4 mars 1526).
- Josquin des Prés, compositeur franco-flamand († 27 août 1521).

Vers 1450-1460 :
- Paulus de Roda, compositeur franco-flamand († vers 1514).

## Décès
- Pierre Fontaine, compositeur français (° 1380).
- Mikołaj z Radomia, compositeur polonais (° vers 1400).